# Grok
Grok是xAI基于大型语言模型开发的生成式人工智慧聊天機器人，類似於ChatGPT。它能夠實時回答用戶的問題，並利用X社交媒體平台的數據進行回應。

## 背景
2015年，埃隆·马斯克与萨姆·阿尔特曼共同创立OpenAI。2018年，由於埃隆·马斯克不認可OpenAI团队，他決定離開OpenAI董事会。 OpenAI随后于2022年推出ChatGPT ，并于2023年3月推出GPT-4。 
2023年4月，埃隆·马斯克在接受塔克·卡森今夜秀采访时表示，他打算开发一款名为TruthGPT的聊天机器人。TruthGPT后来又更名為Grok。 
Grok源于美国作家罗伯特·A·海因莱于1961年发表的科幻小说《异乡异客》，这个新词在小说裡是火星语，没有一个人类语言中存在完全等价的词。Grok接近“心领神会”的意思，或是“经由与被理解对象心意相通而彻底了解”。由于grok这个字的广泛使用，牛津英語詞典在1989年收录了grok这个字成为一个英文里的及物動詞。

## 历史
2023年11月，xAI开始向部分X（Twitter）付費高級用戶推送Grok聊天机器人。之後Grok又推送給美國的X Premium+的訂閱者。
2024年3月17日，xAI宣布大模型Grok-1開源，遵循Apache 2.0协议开放模型权重和架构。开源版本有3,140亿个参数，用户可以自行使用、修改和分发软件。
2024年8月13日，xAI发布Grok 2模型。Grok 2具有聊天、编码和推理方面的强大能力，在文本和视觉理解方面提供了先进的功能。
2025年2月17日，Grok 3模型發佈。Grok 3在20万个H100 GPU上进行训练，功能比Grok 2强大一个数量级，被马斯克宣为“地球上最聪明的AI”。根据官方公布的测试数据，Grok-3和Grok-3 mini在数学、科学、代码等性能上都超过或媲美Gemini、DeepSeek和ChatGPT等对手。在现场展示中，Grok-3生成了一段太空发射的3D动画的代码，随后成功运行。画面上出现了飞船在地球和火星间往返的动画。团队表示，这需要AI模型理解复杂物理知识。
2025年2月20日，xAI在X平台宣布Grok 3对所有用户可用，同时X premium+和SuperGrok用户将获得更高的使用限额，并能够提前使用新功能。